# Noël Vindry
Noël Vindry est un écrivain français de romans policiers né le 13 juillet 1896 à Lugrin en Haute-Savoie et mort le 3 mai 1954 à Paris. Particulièrement actif comme auteur de romans policiers réalistes à suspense dans les années 1930, il a également publié des romans d'amours sous le pseudonyme de Rochebrune.

## Biographie
Engagé volontaire pendant la Première Guerre mondiale, il est blessé en 1915 et réformé. Il étudie le droit à l'Université d'Aix-en-Provence.
Avocat, juge, puis juge d'instruction, il puise dans son expérience personnelle pour créer son héros récurrent, le juge Allou. Ce personnage « aux méthodes rigoureuses », affiche une « apparence nonchante, [est] épris de culture et de philosophie, gourmand et grand fumeur de pipe ». Il se trouve souvent confronté à des affaires criminelles aux circonstances incompréhensibles, notamment des énigmes de chambre close. L'enquête minutieuse du juge permet de trouver la solution en ayant recours à la seule logique. Selon Boileau-Narcejac, Noël Vindry « inventa des énigmes stupéfiantes et fit preuve d'une virtuosité inégalée. » Pour le spécialiste du roman policier Roland Lacourbe, Vindry est l'équivalent francophone de John Dickson Carr. De son côté, Régis Messac considère que « Noël Vindry mérite une mention à part » dans la production de romans policiers des années 1930. « Noël Vindry, écrit-il, est un des rares auteurs français qui se soient préoccupés de trouver pour leurs intrigues une formule inédite. […] Son principal mérite réside dans une architecture compliquée et pourtant solide où la véritable charpente est dissimulée parmi toute une forêt d'échafaudages trompeurs. ».
À partir de 1948, sous le pseudonyme de Rochebrune, il fait paraître des romans sentimentaux.
Dès 1953, il revient en parallèle au roman policier pour créer un nouveau personnage, le détective privé Igor Alex, héros d'une trilogie d'un ton différent, parue sous son patronyme dans la collection Le Masque.
Ses romans sont devenus très difficiles à trouver, mis à part À travers les murailles, une aventure du Juge Allou, rééditée en 2007 par Roland Lacourbe dans la collection omnibus dans le volume Mystères à huis clos.

## Œuvre

### Romans

#### SérieJuge Allou
- La Maison qui tue, Gallimard, « Chefs-d'œuvre du roman d'aventures », 1931
- Le Loup du Grand-Aboy, Gallimard, « Chefs-d'œuvre du roman d'aventures », 1932
- La Fuite des morts, Gallimard, « Chefs-d'œuvre du roman d'aventures », 1933
- Le Piège aux diamants, Gallimard, « Chefs-d'œuvre du roman d'aventures », 1933
- Le Fantôme de midi, Gallimard, « Chefs-d'œuvre du roman d'aventures », 1934
- La Bête hurlante, Gallimard, 1934
- L'Armoire aux poisons, Gallimard, 1934
- Le Collier de sang, Gallimard, 1934
- Le Cri des mouettes, Gallimard, 1934
- Le Double Alibi, Gallimard, 1934
- Masques noirs, Gallimard, 1935
- À travers les murailles, Gallimard, 1937
- Les Verres noirs, Gallimard, « Le Scarabée d'Or » no 16, 1938

#### SérieIgor Alex
- Un mort abusif, Librairie des Champs-Élysées, Le Masque no 450, 1953
- Vendredi soir, Librairie des Champs-Élysées, Le Masque no 479, 1954
- La Cinquième Cartouche, Librairie des Champs-Élysées, Le Masque no 528, 1955

#### Autres romans (non-policiers)
- Le Canjuers, Gallimard, 1934
- La Cordée, Gallimard, 1935
- La Haute Neige, Gallimard, 1939
- La Légende du Lac-Mort, La Colombe. Éditions du Vieux-Colombier, « Libellule » no 5, 1946
- La Fiancée d'autrefois, La Colombe. Éditions du Vieux-Colombier, « Libellule » no 7, 1946
- Les Bons Amis, La Colombe. Éditions du Vieux-Colombier, « Libellule » no 12, 1947

#### Romans d'amour signés Rochebrune
- Le Bal au clair de lune, Tallandier, 1948
- Les Adieux inutiles, Tallandier, 1948
- Le Mirage du matin, Tallandier, 1949
- Les Roses de la neige, Tallandier, 1949
- La Lettre sans réponse, Tallandier, 1950
- L'Erreur de Cendrillon, Tallandier, 1951
- Les Jardins sur la mer, Tallandier, « Bibliothèque idéale de la famille », 1951
- La fleur trop tard éclose, Tallandier, 1952
- L'Ombre sur la rivière, Tallandier, « Bibliothèque idéale de la famille », 1952
- Le Val sans retour, Tallandier, 1953
- Les Ouragans d'automne, Tallandier, « Bibliothèque idéale de la famille », 1953
- Les Vacances mystérieuses, Tallandier, « Les Heures bleues, femmes d'aujourd'hui », 1956

## Sources
- Jacques Baudou et Jean-Jacques Schleret, Le Vrai Visage du Masque, vol. 1, Paris, Futuropolis, 1984, 476 p. (OCLC 311506692), p. 446-447.
- Roland Lacourbe et al., Mystères à huis clos : 13 romans et nouvelles de crimes en chambre close, Paris, Omnibus, coll. « Omnibus », 2007, 1144 p. (ISBN 978-2-258-07411-8, OCLC 470921600)
- Claude Mesplède, Dictionnaire des littératures policières, vol. 2 : J - Z, Nantes, Joseph K, coll. « Temps noir », 2007, 1086 p. (ISBN 978-2-910686-45-1, OCLC 315873361), p. 917.
- Jean Tulard, Dictionnaire du roman policier : 1841-2005. Auteurs, personnages, œuvres, thèmes, collections, éditeurs, Paris, Fayard, 2005, 768 p. (ISBN 978-2-915793-51-2, OCLC 62533410), p. 740.